# Municipio Papelón
Papelón es uno de los 14 municipios que forman parte del Estado Portuguesa, Venezuela. Tiene una superficie de 2 203 km² y una población de 13 090 habitantes (censo 2001). Su capital es Papelón. Está conformado por las parroquias Caño Delgadito y Papelón. En la actualidad se estudia la posibilidad de crear 2 nuevas parroquias: La Aduana y Ojo de Agua. La agricultura y la pesca son la principal actividad económica del municipio.

## Historia
Sabana Dulce, era el nombre de esta región para 1778, donde existía un rico hato ganadero, y donde el amo de la posesión mandó a construir una capilla que era atendida por el presbítero Ramón Zúñiga, natural de Ospino, quien tenía la obligación de dar misa cada 15 días. A causa de la creciente agrupación de vecinos, un Decreto del Obispo Mariano Martí ((Bráfim, Tarragona, 1720 - Caracas, 1792) y otro del Capitán General Don Juan Guillelmi, del 26 del mismo mes y año, promulgaron el desmembramiento de esta comunidad, conjuntamente con otras 11 de la Ciudad de Guanare; erigiendo así la Parroquia de San Pedro de Papelón. Su primera iglesia, se construyó en 1810, cuando contaba poblacionalmente con 1975 habitantes.
El Papelón moderno fue elevado a la categoría de municipio en 1988, marcando un hito en su historia administrativa. Un año después, en 1989, se celebraron por primera vez elecciones populares para elegir a sus autoridades locales, lo que permitió que el pueblo comenzara a ser gobernado por sus propios hijos, con una visión cercana a sus necesidades y aspiraciones.
Desde entonces, bajo el liderazgo de sus habitantes, Papelón ha comenzado a forjar con optimismo su propio destino, preservando su identidad y proyectándose hacia el futuro. Esta pintoresca población llanera, enclavada en el corazón del estado Portuguesa, es conocida como el “Pueblo Dulce de Portuguesa”.
En Papelón nació Paola Ruggeri, una modelo italo-venezolana que fue Miss Venezuela y Miss Sudamérica en 1983 y llegó a finalista en el Miss Universo de ese mismo año.

## Geografía
El Municipio Papelón se encuentra ubicado al centro-sur de Portuguesa. Presenta un clima de Bosque seco tropical a una altitud de 110 m s. n. m. con una temperatura promedio de 27°C y una precipitación media anual de 1423 mm. El Río Portuguesa es el principal curso de agua del municipio. 
Posee una vegetación de Bosque Tropical Semicaduco, fuertemente intervenido con fines agrícolas. Sus Suelos, están constituidos por planicies de desborde, caracterizados por bancos altos asociados a terrenos influidos por una masa de agua; se consiguen deposiciones, formadas por cauces muy sinuosos, mezclados con los aportes del Río Portuguesa.

## Política y gobierno

### Alcaldes
| Período                            | Alcalde           | Partido político / Alianza | % de votos | Notas |
| ---------------------------------- | ----------------- | -------------------------- | ---------- | --- |
| 1989 - 1992                        | Carlos Oraa Nuñez | Copei                      | 55,02      | Primer alcalde bajo elecciones directas |
| 1992 - 1995                        | Carlos Oraa Nuñez | Copei                      | 46,38      | Reelecto |
| 1995 - 2000                        | Alirio Bonilla    | AD                         | -          | Segundo alcalde bajo elecciones directas (se realizaron elecciones generales adelantadas en el 2000 debido a la aprobación de la Constitución de 1999) |
| 2000 - 2004                        | Alirio Bonilla    | AD                         | 36,87      | Reelecto |
| 2004 - 2008                        | Alirio Bonilla    | AD                         | 48,41      | Reelecto |
| 2008 - 2013                        | José María Arias  | PSUV                       | 41,63      | Tercer alcalde bajo elecciones directas (se postergan 1 año las elecciones municipales pautadas para finales del 2012)                                 |
| 2013 - 2017                        | Alirio Bonilla    | PL                         | 49,20      | Cuarto alcalde bajo elecciones directas |
| 2017 - 2021                        | Alirio Bonilla    | PSUV                       | 58,29      | Reelecto |
| 2021 - 2025                        | Francisco Ipolito | PSUV                       | 42,40      | Quinto alcalde bajo elecciones directas |
| Fuente: Consejo Nacional Electoral |                   |                            |            | |

### Concejo municipal
Periodo 2021 - 2025
| Concejales             | Partido político / Alianza |
| ---------------------- | -------------------------- |
| Rafael Mujica          | PSUV                       |
| Juan Barrio            | PSUV                       |
| Carmen Vital           | PSUV                       |
| Juan Cormenarez        | PSUV                       |
| Maria Cordero          | PSUV                       |
| Tulio Bonilla          | PSUV                       |
| Antonio Pérez González | COMPA                      |